# Преподобни Леонтије прозорљиви
Преподобни Леонтије прозорљиви је православни монах и светогорски светитељ из 17. века.
Рођен је на Пелопонезу, Грчка. Као монах је шездесет година живео у манастиру Дионисијат. За овога светитеља каже се, да је само једном ушао у манастир и само једном изишао из манастира за пуних шездесет година. При ступању у манастир је а изашао је када су га мртвог изнели да га сахране. Имао је дар прозорљивости и виђења будућих догађаја.
Умро је 1605. године у својој осамдесет петој години. Након смрти из његових моштију потекло је миро.
Православна црква прославља светог Леонтија 18. јуна по јулијанском календару.